# 夢の島公園
夢の島公園（ゆめのしまこうえん）は、東京都江東区夢の島にある、東京都立のスポーツ公園である。1957年（昭和32年）から1967年（昭和42年）までごみの最終処分場であった東京港埋立地夢の島 を整備して作られた。1978年（昭和53年）に開園。

## 概要

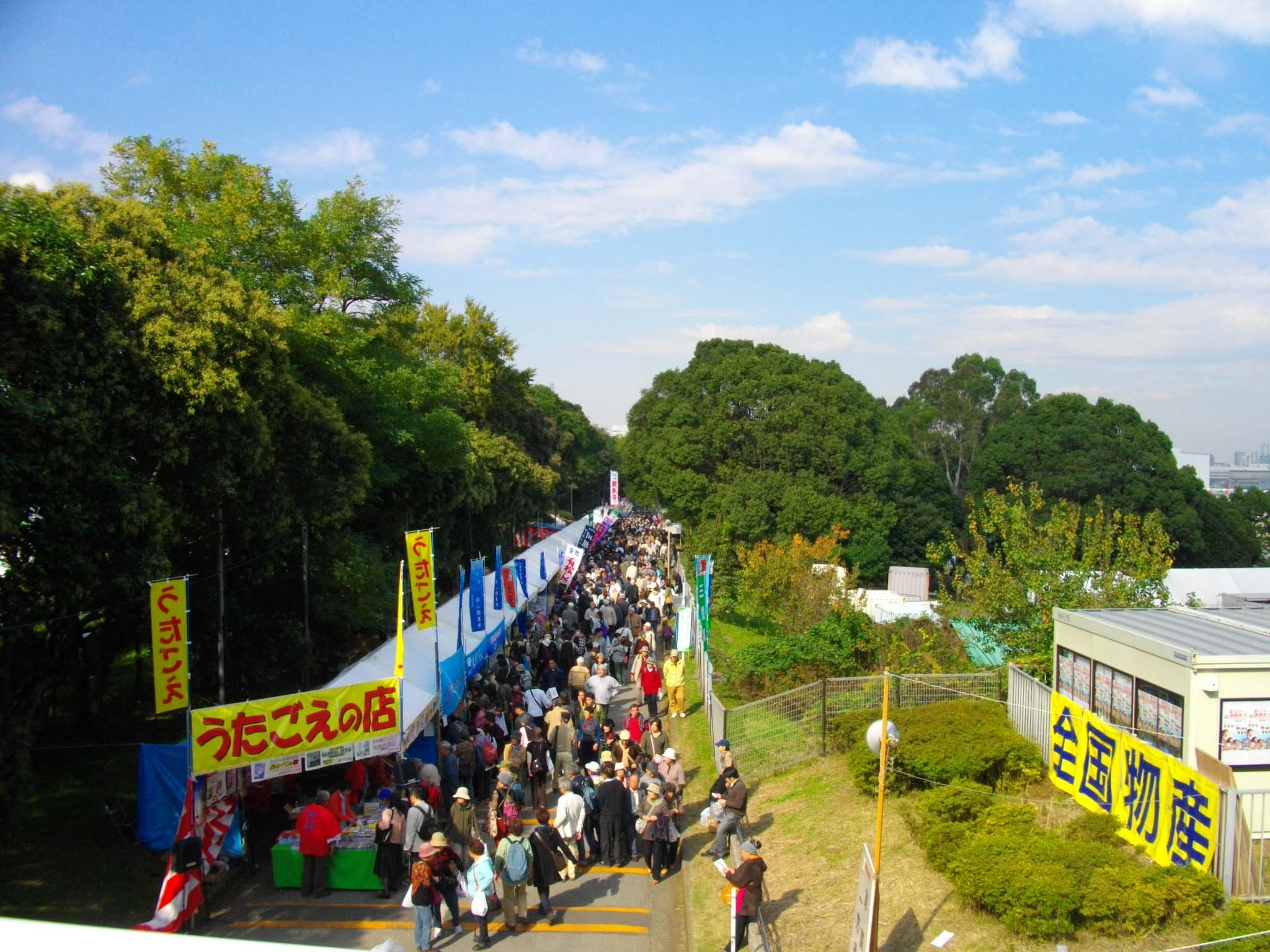
樹木の多い園内（かもめ橋東詰下付近。貸切イベント中の2010年11月6日）

夢の島北西部の大部分を占める公園で、敷地面積433,212.23平方メートルに及ぶ大規模公園である。園内は南北に貫く明治通りを挟んで西側と東側に分かれる。この間は「なぎさ橋」（北部）・「かもめ橋」（中央部）という2つの陸橋 によって接続している。ユーカリ、フサアカシア、アキニレ、マテバシイ、クスノキなど の樹木が多数植えられている。高木は10,300本、低木は11,700平方メートル もあり、敷地内の約11%（50,000平方メートル）は芝生 となっている。
当初は上野動物園でのコアラ飼育のため、ユーカリを生産する必要があったためユーカリ畑があったが、現在はその役目を終えている。園内のユーカリ樹はそのときの名残で、日本最大のユーカリ林が見られる。
園内には陸上競技場などのスポーツ施設がある。他にバーベキュー広場があり、宿泊機能を備えた総合スポーツ・文化施設「BumB 東京スポーツ文化館」、熱帯植物園等様々な人気施設がある。また、夢の島近くの最終処分場に放棄されていた第五福竜丸の展示館があり、原水爆による惨事が再び起こらないよう願う趣旨 で展示されており、多くの人が訪れる。さらには島の北岸を利用したマリーナ「東京夢の島マリーナ」（ゆめのしま海の駅）があり 、当公園はスポーツや憩いに加え文化・教育的要素のある東京港内の一大行楽エリアとなっている。
2020年東京オリンピック・パラリンピックではアーチェリー会場となり、アーチェリー場が設置された。
指定管理者制度により、日比谷花壇など6の民間企業からなる「アメニス夢の島グループ」 が管理運用を行っている。赤旗まつりは公園（西側含む）とその園内施設（一部を除く）を借り切って行われる。
江東区夢の島総合運動場（明治通り西側のスポーツ施設群）は江東区が管理するエリアとなり、江東区により別の管理運営者が指定されている。また、隣接する東京夢の島マリーナは港湾施設であり、別の管理者により運営されている。

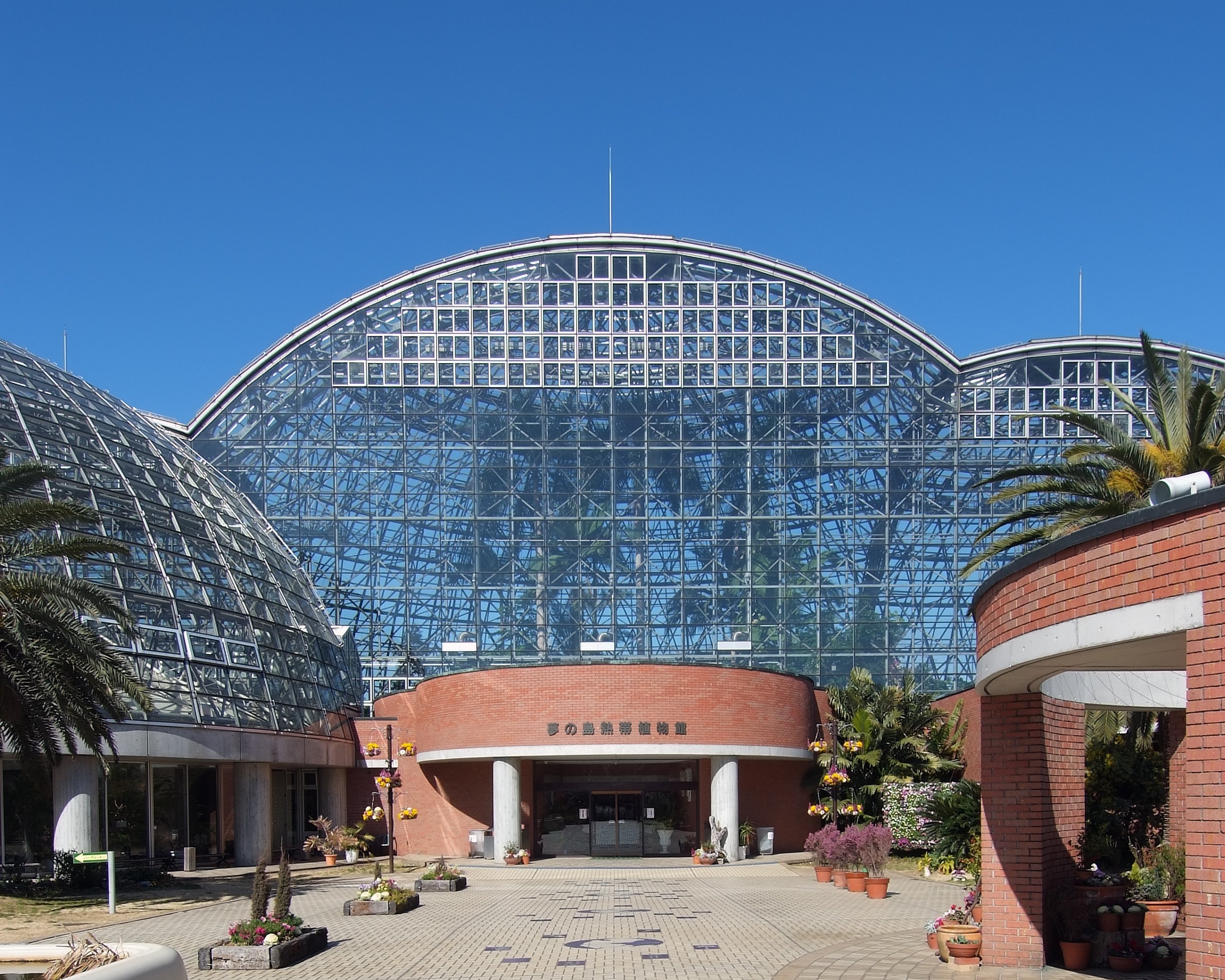
夢の島熱帯植物館
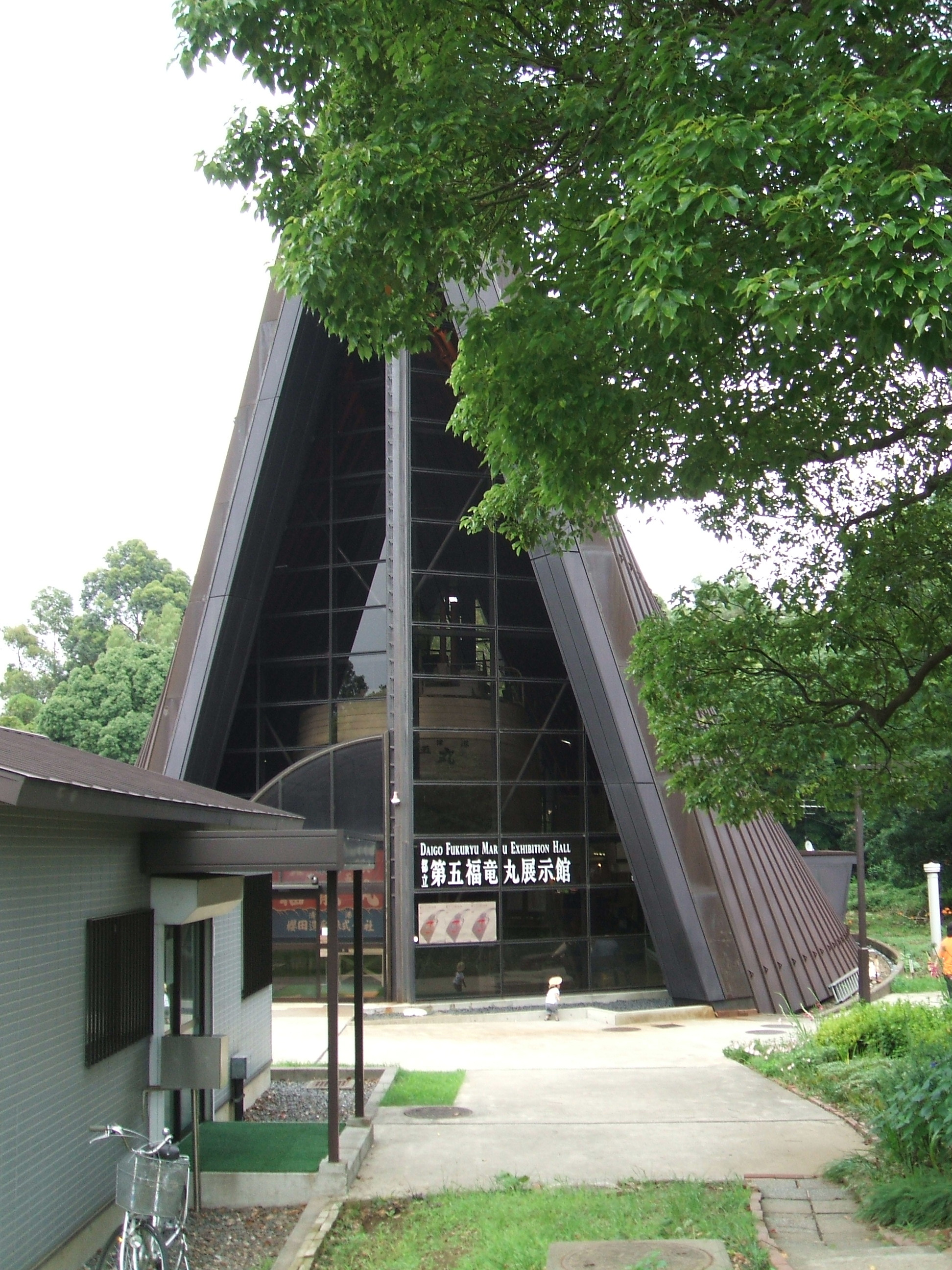
第五福竜丸展示館
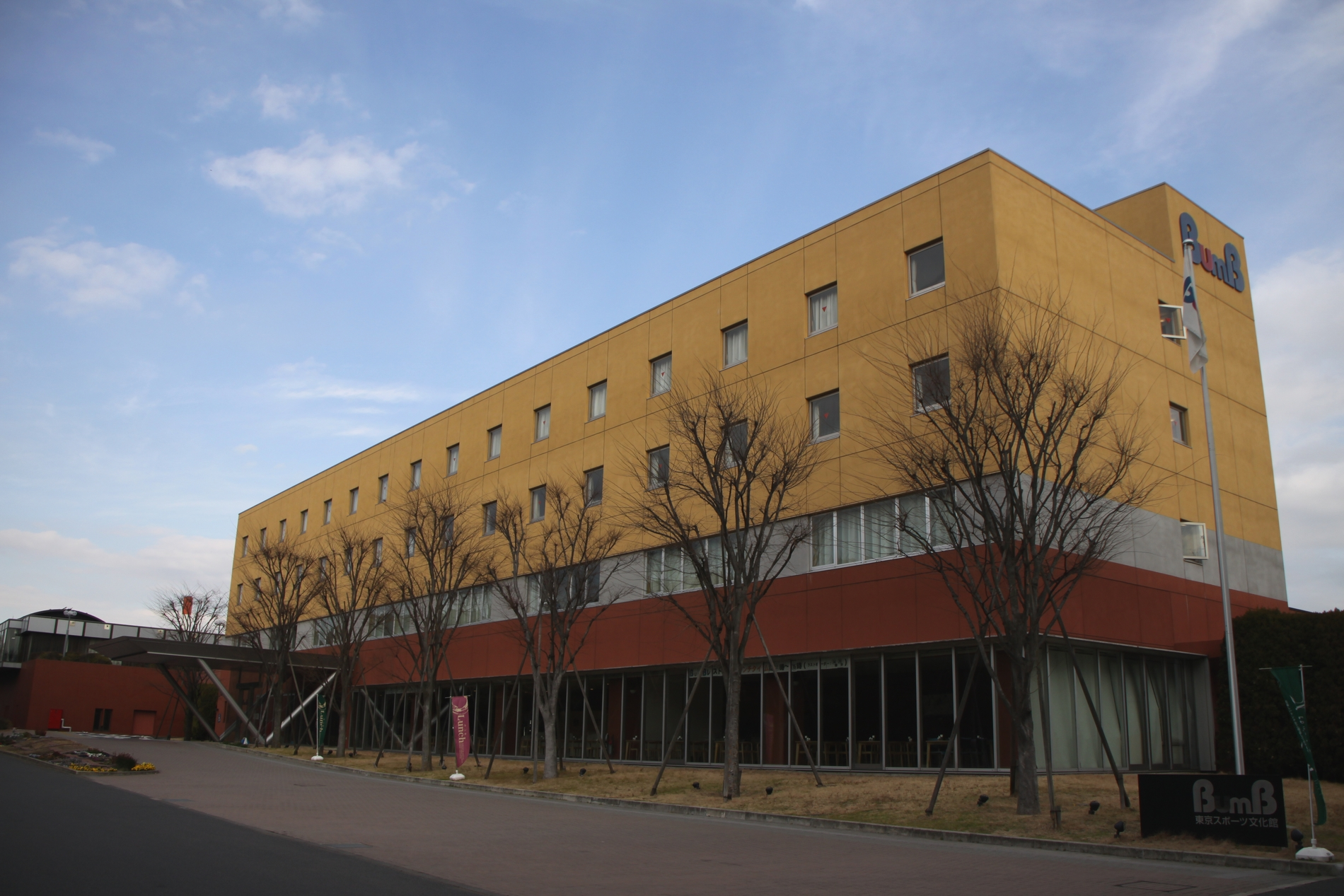
東京スポーツ文化館
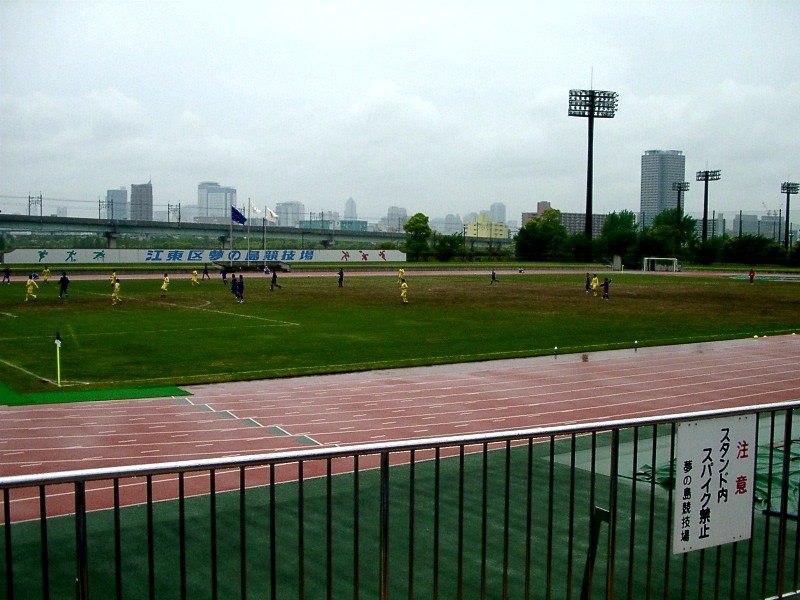
江東区夢の島競技場
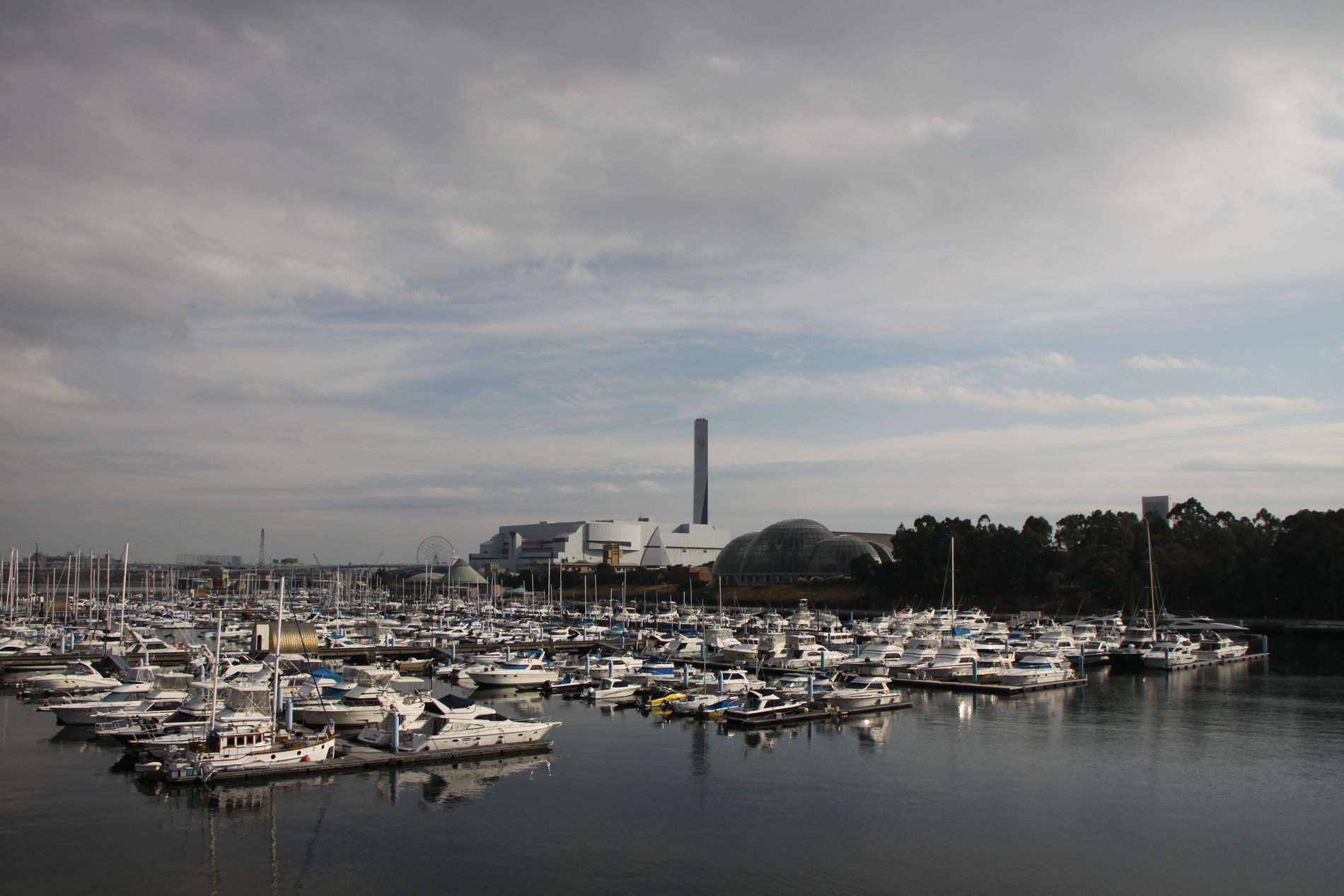
東京夢の島マリーナ
アーチェリー場

### 入園
- 開園時間：入園自由
- 開園日：年中無休。ただし、バーベキュー広場は年末年始、熱帯植物館と第五福竜丸展示館は年末年始と月曜日が休業日。
- 入園料：無料。ただし、熱帯植物館の入館やスポーツ施設の使用は有料。
  - 本園貸切で行われる赤旗まつりは有料であるが、同まつり開催中でも単に公園や園内施設を利用する目的の場合は同まつり受付に申し出れば通常通り無料で入園できる[8]。
  - 赤旗まつり参加者向けには同開催中熱帯植物館が割引になることがある。

### 施設
特記ない施設所在地は東京都江東区夢の島二丁目1番2号である。

#### 西側部分
- 江東区夢の島総合運動場
  - 江東区夢の島運動場（野球・ソフトボール）（夢の島1-1-1）
  - 江東区夢の島競技場（夢の島1-1-2）
- 駐車場1ヶ所

#### 東側部分
- 陸上競技場（夢の島公園陸上競技場）
  - グラベルのトラックと天然芝のフィールド。観客席はメイン側にベンチシートと階段状のコンクリート席があるのみ。「江東区夢の島競技場」とは別の施設。
  - 都心に近い大規模緑地として野外音楽イベントで使用される機会が多く、WORLD HAPPINESSや情熱大陸SPECIAL LIVE SUMMER TIME BONANZAがここで開催されている。
- アーチェリー場
- BumB 東京スポーツ文化館（夢の島2-1-3） 9:00 - 22:00
- ワイルドフラワー花壇
- 夢の島熱帯植物館 9:30 - 17:00（入館は16:00まで）
  - 公園管理事務所
- 森の学校
- 東京都立第五福竜丸展示館 9:30 - 16:00
- バーベキュー広場 10:00 - 16:00
- 水飲み場18ヶ所
- 自動販売機5ヶ所
- 休憩所1ヶ所
- 公衆トイレ5ヶ所（この他トイレがある施設がある）
- 駐車場2ヶ所（北と南）

## アクセス

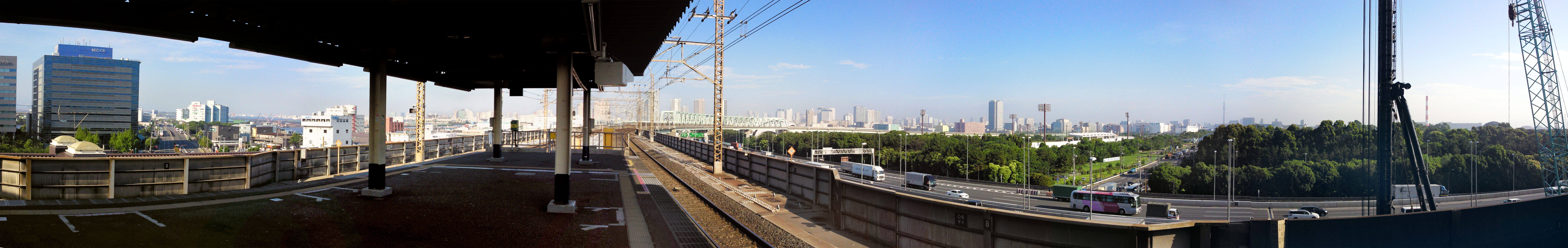
JR・新木場駅と夢の島公園（右）

- JR京葉線・東京メトロ有楽町線・東京臨海高速鉄道りんかい線 新木場駅から徒歩2分
- 都営バス［錦18］［急行05］［木11］系統 夢の島停留所下車
- 首都高速道路湾岸線 新木場出入口から約5分
  - 駐車場は南側の第1駐車場（352台）と北側の第2駐車場（103台）の2ヶ所。ただし、大型車を駐車できるのは第1駐車場のみ。利用時間は24時間。

## 周辺施設
南側（新木場）は新木場駅以外に第一貯木場を取り囲む木材工場・倉庫街となっており民家や商店街は見当たらず、北（新砂）・西（辰巳）方向は運河により隔てられている。こうした立地条件から騒音など地域住民へ与える影響を特別に考慮する必要がなく、音楽系イベントを開催しやすい土地として選ばれてきた。
夢の島
- 東京夢の島マリーナ
- 夢の島緑道公園
- 新江東清掃工場
- 夢の島東少年野球場

新木場
- 木材・合板博物館
- 東京都東京ヘリポート

辰巳
- 辰巳の森海浜公園
  - 東京アクアティクスセンター
- WOWOW放送センター